# Yolanda López Vidal
Yolanda López Vidal Se tituló como Química Farmacobióloga en la Benemérita Universidad Autónoma de Puebla BUAP. Tiene nacionalidad Mexicana; se desempeña como Jefa del Programa de Inmunología Molecular Microbiana  (enlace roto disponible en Internet Archive; véase el historial, la primera versión y la última). en el Departamento de Microbiología y Parasitología de la Facultad de Medicina, UNAM , desde el año de 1995 hasta el 2016 fue representante de entidad de la Facultad de Medicina de los Posgrados de Ciencias Biológicas y Biomédicas, así como también, fue nombrada Jefa de la subdivisión de investigación en la misma entidad de la UNAM hasta el 2016.

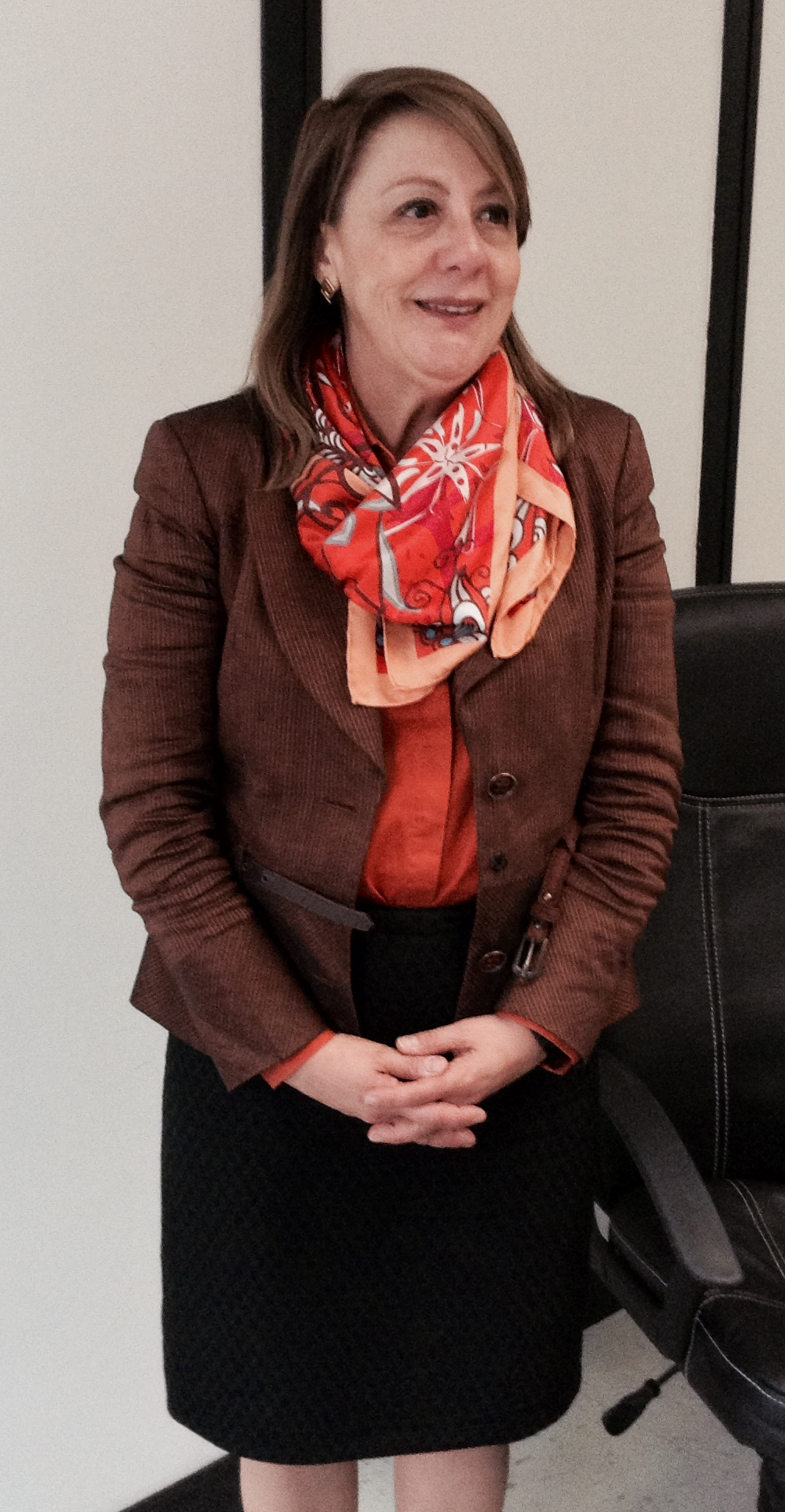
Dra. Yolanda López Vidal, Facultad de Medicina

Yolanda López Vidal Egresada en el año de (1980) de la Benemérita Universidad Autónoma de Puebla y obteniendo el grado de Doctora para 1990 en Ciencias Médicas, con el tema "Colonization factor antigens of enterotoxigenic Escherichia coli with special reference to monoclonal antibodies and methods for epidemiological studies; dando este grado The University of Gothenburg,(1990), Estocolmo, Suecia
En el Programa de Inmunología Molecular Microbiana ha contribuido al desarrollo científico en sus diferentes líneas de investigación las cuales abarca:
- Mycobacterium tuberculosis
- Mycobacterium bovis
- Helicobacter pylori
- Enterococcus
- Sarampion
- Biomarcadores de cáncer gástrico

## Patentes

### Registro en México
- "Vacuna Intranasal contra la enfermedad ocasionada por Escherichia coli Enterotoxigenica", Vacuna peptídica con la subunidad B de la toxina Cólera.[1]
- "Process for obtaining an antigenic reagent useful for the indirect determination of Salmonella typhi",
- "Instranasal Vaccine agsisnt etec disease,

### Otros países
- "Intranasal vaccine agaisnt etec disease, 2009, Japón
- "Intranasal vaccine agaisnt etec disease, 2010, USA

Página de la División de Investigación de la Facultad de Medicina http://investigacionfacmed.com.mx/